# Арнерич, Неда
Не́да А́рнерич (серб. Неда Арнерић; 15 июля 1953, Княжевац, Сербия, Югославия — 10 января 2020, Белград, Сербия) — сербская актриса.

## Биография
Неда Арнерич родилась в 1953 году. Окончила Академию театра, кино и телевидения в Белграде.
Первое появление на большом экране — в фильме «Сан» (рус. Мечта) (1966).
В 1983 году вышла замуж за доктора Милорада Мештеровича, их брак продлился до смерти Мештеровича в 2018 году.

## Присуждение премий
- 1977 — премия «Серебряная арена» в Пуле.
- 1978 — премия «Императрица Феодора» в Нише.
- 2010 — премия «Павле Вуисич» от Ассоциации художников кино Сербии за общий вклад в киноискусство.

## Политика
Неда Арнерич — бывший депутат парламента от Демократической партии.

## Избранная фильмография
- 1971 — «Немножко, больше и страстно» / Un peu, beaucoup, passionnément… — Неда
- 1973 — «Шафт в Африке» / Shaft in Africa — Язар
- 1974 — «Ужицкая республика» / Ужичка република — Елена
- 1980 — «Кто там поёт» / Ко то тамо пева — невеста
- 1985 — «Тайваньская канаста» / Тајванска канаста — Нарсиса Видмар
- 1988 — «Халоа: Празднество шлюх» / Халоа: Празник курви — Маира
- 1989 — Битва на Косовом поле — Рыбачка
- 1996 — «Нечистая кровь» / Нечиста крв — Билярица
- 1999 — «Небесная удочка» / Небеска удица — мать Миши
- 2001 — «Наташа» / Наташа — мама Наташи
- 2007 — «Променяй меня» / Промени ме — Дуня